# Mala
För andra betydelser, se Mala (olika betydelser).
Mala är en tätort i Hässleholms kommun i Skåne län, belägen norr om Hässleholm. 
Orten har en F-6-skola och ett fritidshem samt ett berömt fornminne i järnåldersgravfältet Mala stenar. Det lokala fotbollslaget Mala IF spelar säsongen 2017 i Division 6 Skåne Nordöstra.

## Befolkningsutveckling
| Befolkningsutvecklingen i Mala 1970–2020 | Befolkningsutvecklingen i Mala 1970–2020 | Befolkningsutvecklingen i Mala 1970–2020 | Befolkningsutvecklingen i Mala 1970–2020 | Befolkningsutvecklingen i Mala 1970–2020 |
| ---------------------------------------- | ---------------------------------------- | ---------------------------------------- | ---------------------------------------- | ---------------------------------------- |
|                                          |                                          |                                          |                                          |                                          |
| År                                       |                                          |                                          | Folkmängd                                | Areal (ha)                               |
| 1970                                     | 1970                                     |                                          | 255                                      |                                          |
| 1975                                     | 1975                                     |                                          | 262                                      |                                          |
| 1980                                     | 1980                                     |                                          | 236                                      |                                          |
| 1990                                     | 1990                                     |                                          | 224                                      | 57                                       |
| 1995                                     | 1995                                     |                                          | 217                                      | 57                                       |
| 2000                                     | 2000                                     |                                          | 231                                      | 59                                       |
| 2005                                     | 2005                                     |                                          | 228                                      | 59                                       |
| 2010                                     | 2010                                     |                                          | 217                                      | 59                                       |
| 2015                                     | 2015                                     |                                          | 230                                      | 81                                       |
| 2020                                     | 2020                                     |                                          | 223                                      | 81                                       |
| Anm.: Ny tätort 1970                     |                                          |                                          |                                          |                                          |

## Kända personer
- Bo Augustsson och Jörgen Augustsson, fotbollsspelande bröder, är uppväxta i Mala
- Pär Romberg, musiker i Joddla med Siv, är uppväxt i Mala
- Nelly Thüring, en av de fem första kvinnliga svenska riksdagsledamöterna (1921), är född i Mala